# سیارک ۲۷۱۷
سیارک ۲۷۱۷ (به انگلیسی: 2717 Tellervo، نامگذاری:1940WJ) دو هزار و هفتصد و هفدهمین سیارک کشف شده‌است که در ۲۹ نوامبر ۱۹۴۰ کشف شد.
قدر مطلق سیارک برابر ۱۲٫۶۰ است.